# Alfredo Quintana
Alfredo Eduardo Quintana Bravo, né le 20 mars 1988 à La Havane (Cuba) et mort le 26 février 2021 à Porto (Portugal), est un handballeur international cubain naturalisé portugais.
Il mesure 2,01 m et joue au poste de gardien de but. Il a évolué au sein du FC Porto de 2011 à sa mort.

## Biographie
En 2009, Alfredo Quintana est le deuxième gardien de la sélection cubaine au Championnat du monde 2009
,. Il termine ensuite quatrième du Championnat panaméricain 2010.
En 2011, il quitte son Cuba natal pour rejoindre le Portugal et le FC Porto. Trois ans plus tard, il obtient la nationalité portugaise et peut ainsi être sélectionné pour l'Équipe nationale lusitanienne.
Il est un des artisans de la progression du Portugal dans l'échiquier mondial, terminant notamment 6e du Championnat d'Europe 2020 puis 10e du Championnat du monde 2021.
Le 22 février 2021, au lendemain de la mort de Zlatko Saračević des suites d'une crise cardiaque et 16 ans après la mort du gardien cubain Vladimir Rivero, Quintana est victime d'un arrêt cardiorespiratoire pendant une session d'entraînement. Le club annonce sa mort quatre jours plus tard,. En son honneur, son numéro, le 1, est retiré.

## Palmarès

### En club
Compétitions nationales
- Vainqueur du Championnat du Portugal (6) : 2011, 2012, 2013, 2014, 2015, 2019
- Vainqueur de la Coupe du Portugal (1) : 2019
- Vainqueur de la Supercoupe du Portugal (2) : 2014, 2019

### En équipe nationale
- avec  Cuba
  -  Médaille de bronze aux Jeux panaméricains de 2007 (en)
  -  Médaille de bronze au Championnat panaméricain 2008
  - 20e place au Championnat du monde 2009
  - 4e place au Championnat panaméricain 2010
- avec  Portugal
  - 6e place au Championnat d'Europe 2020
  - 10e place au Championnat du monde 2021